# Michaël Ohayon
Pour les articles homonymes, voir Ohayon.
Michaël Ohayon est un compositeur français, notamment connu pour ses travaux avec l'artiste Renaud. Il a également travaillé avec d'autres chanteurs tels que Francis Cabrel, Louis Chedid, Zazie ou Jean-Louis Murat,.

## Biographie
Il intègre l'équipe de Renaud en 1995 pour la tournée autour de l'album À la belle de Mai. Il lui compose sa première musique sur l'album de 2006 Rouge Sang pour Arrêter la clope.

Pour son album suivant, Renaud, ce dernier lui donne carte blanche pour la composition de ses musiques (« Je savais qu'il avait du talent et que ce talent était sous-employé. »). Il crée ainsi la musique de J'ai embrassé un flic, Toujours debout, Héloïse, Hyper Cacher, Mulholland Drive, La Vie est moche et c'est trop court et Mon Anniv'.

## Spectacles
- 1995 : Tour 1995 de Jean-Louis Murat
- 1995 : Tournée À la belle de mai de Renaud
- 1995 : À la Mutualité de Renaud
- 2000 : Hors saison Tour 2000 de Francis Cabrel
- 2003 : Tournée d'enfer de Renaud[3]
- 2004 : Tournée 2004 de Louis Chedid
- 2007 : Tournée Rouge Sang de Renaud[3]
- 2008 : Sylvie Vartan Tour 08
- 2014 : Du Tennessee à Paris de Devon Graves
- 2016 : Phénix Tour de Renaud[3]

## Discographie

### Comme compositeur et/ou musicien
- 1995 : Zen de Zazie : Je t'aime mais
- 1995 : Mademoiselle Personne (B.O.F) de Jean-Louis Murat
- 1995 : Live de Jean-Louis Murat
- 1995 : Solidarité Enfants Sida de Sol En Si
- 1996 : Capable de tout de Marc Morgan
- 1996 : Paris-Provinces Aller/Retour de Renaud
- 1997 : Close up de Dominique Grimaldi
- 2000 : Double Tour de Francis Cabrel
- 2000 : La Grande Épopée du hip-hop français - Vol. 1
- 2003 : Tournée d'enfer de Renaud
- 2003 : Pareil que jamais de Pierre Souchon
- 2004 : La Tête haute de Cérena : Rosso
- 2004 : Sur les terres de France de On change le monde
- 2004 : Le Rêve ou la vie de Ridan : Pauvre con
- 2004 : Botaniques et vieilles charrues de Louis Chedid
- 2006 : Rouge Sang de Renaud : Arrêter la clope
- 2007 : Aṣa de Aṣa
- 2007 : Tournée Rouge Sang de Renaud
- 2008 : Au diable nos adieux de Zazie
- 2009 : Ruas de Mísia : Aishuh Hatoba
- 2009 : Toutes peines confondues de Sylvie Vartan : Melancolie
- 2013 : Génération Goldman volume 2
- 2014 : La Bande à Renaud, volumes 1 et 2
- 2015 : Chambre 12 de Louane : La Mère à Titi
- 2015 : Une vie en musique de Sylvie Vartan
- 2016 : Renaud de Renaud : J'ai embrassé un flic, Toujours debout, Héloïse, Hyper Cacher, Mulholland Drive, La Vie est moche et c'est trop court et Mon anniv'
- 2017 : Phénix Tour de Renaud

### Comme producteur
- 2016 : Toujours debout de Renaud

### Comme technicien
- 2016 : Renaud de Renaud

## Filmographie
- 2000 : Tournée Hors saison de Francis Cabrel
- 2003 : Tournée d'enfer de Renaud
- 2004 : Botaniques et vieilles charrues de Louis Chedid
- 2007 : Tournée Rouge Sang de Renaud
- 2008 : Palais des Congrès de Sylvie Vartan
- 2017 : Phénix Tour de Renaud